# پائولینا ۲۷۸
سیارک ۲۷۸ (به انگلیسی: 278 Paulina) دویست و هفتاد و هشتمین سیارک کشف شده‌است که در ۱۶ مه ۱۸۸۸ و در وین کشف شد.
قدر مطلق سیارک برابر ۹٫۴۰ است.